# 琉球館
琉球館是中國（清朝）與日本（薩摩藩）為接待琉球國使節而建立的館舍，其遺址共有兩處：一處在今中國福州市，另一處在今日本鹿兒島市。

## 福州的琉球館
中國的琉球館官方稱為「柔遠驛」，在今天福建省福州市台江區。福州的琉球館始建于明朝的成化八年（1472年），重建於清朝康熙六年（1667年），負責接待琉球國來中國的進貢使和琉球來中國的留學生，對中琉的經濟貿易和文化交往起了一定作用。
1872年，在全國推行廢藩置縣改革的日本明治新政府宣布廢除原薩摩藩控制下的琉球國，將其改為琉球藩。1875年，日本命令琉球藩停止向清朝朝貢，琉球館被廢除。琉球的親清派大臣向德宏、林世功等人曾以琉球館為中心展開琉球救國運動。琉球國滅亡之後，一些不滿日本統治的琉球人流亡中國，其中有不少居住在琉球館附近。

## 鹿兒島的琉球館
31°36′01″N 130°33′31″E / 31.600163°N 130.558616°E
日本薩摩藩的琉球館在鹿兒島城下，遺址位於今天鹿兒島市立長田中學。
1609年，萨摩攻占琉球之後，琉球國成為日本薩摩藩的附庸國。1634年，琉球國第一次派遣赴江戶幕府的慶賀、謝恩使。薩摩藩設置琉球館以接待琉球使節。此後，琉球館作為琉球來日本慶賀使、謝恩使的館驛。後來也成為琉球赴薩摩留學生的接待場所。
鹿兒島的琉球館在1863年的薩英戰爭中被英國海軍的炮火摧毀。1879年琉球國被日本兼併後，琉球館失去機能並被廢除。